# Stortjärnen (Lycksele socken, Lappland, 717991-163971)
Stortjärnen är en sjö i Lycksele kommun i Lappland och ingår i Umeälvens huvudavrinningsområde. Sjön har en area på 0,534 kvadratkilometer och ligger 281,2 meter över havet.

## Delavrinningsområde
Stortjärnen ingår i det delavrinningsområde (715951-166273) som SMHI kallar för Ovan 717537-163974. Medelhöjden är 284 meter över havet och ytan är 19,03 kvadratkilometer. Det finns inga avrinningsområden uppströms utan avrinningsområdet är högsta punkten. Arvån som avvattnar avrinningsområdet har biflödesordning 3, vilket innebär att vattnet flödar genom totalt 3 vattendrag innan det når havet efter 162 kilometer. Avrinningsområdet består mestadels av skog (76 procent) och sankmarker (12 procent). Avrinningsområdet har 0,97 kvadratkilometer vattenytor vilket ger det en sjöprocent på 5,1 procent.